# فارس الهيكل العظمي في عالم آخر
فارس الهيكل العظمي في عالم آخر (بالإنجليزية: Skeleton Knight in Another World)‏ هي رواية خفيفة يابانية نشرت في 2014 على موقع شوسيتسوكا ني نارو وتم تحويلها لمانغا في فبراير 2017 وتم الإعلان عن مسلسل أنمي من إنتاج استوديو كاي.